# X/838 V1
| X/838 V1             | X/838 V1         |
| Geschichte           | Geschichte       |
| -------------------- | ---------------- |
| Entdecker            |                  |
| Datum der Entdeckung | 10. November 838 |

X/838 V1 ist ein Komet, der im Jahr 838 mit dem bloßen Auge gesehen werden konnte. Er wird zu den „Großen Kometen“ gezählt.

## Entdeckung und Beobachtung
Die Berichte über diesen Kometen in den chinesischen Chroniken Jiù Táng Shū und Táng Huì Yào aus dem 10. Jahrhundert und Xīn Táng Shū aus dem 11. Jahrhundert sind teilweise widersprüchlich, was die Angaben zu Größe und Bewegung dieses Kometen betrifft.
Der „Besenstern“ wurde demzufolge erstmals am 10. November 838 gesehen, er hatte bereits einen Schweif von 20° Länge. Die beiden älteren Chroniken berichten, dass er oberhalb von Antares erschien, es kann aber nicht daraus abgeleitet werden, ob die Beobachtung am Morgen- oder Abendhimmel erfolgte. Die nächste Beobachtung erfolgte dann am 11. November, wie die jüngere Chronik berichtet, im Sternbild Rabe, was einer Beobachtung am Morgenhimmel im Südosten entspricht. Am folgenden Morgen hatte der Schweif bereits eine Länge von 30° und zeigte nach Westen. Ein japanischer Text aus dem 18. Jahrhundert erwähnt einen „Besenstern“ am 12. November. Der Komet soll in der Nacht im Südosten erschienen sein, eine rötlich-weiße Färbung gezeigt haben und nach kurzer Zeit wieder verschwunden sein.
Auch der zeitgenössische buddhistische Mönch Ennin aus Japan berichtet in seinem Tagebuch für diesen Tag: „Früh am Morgen sahen wir einen Kometen von etwa 8° Länge in der südöstlichen Ecke [des Himmels]. Wolken verdeckten ihn und nicht viel davon war zu sehen. Der Abt Ling-Cheng sagte uns, dass dieser Stern wie ein leuchtendes Schwert sei und dass er bereits vorgestern, gestern und heute Nacht erschienen sei, in drei Nächten. An jedem Tag bewunderte ihn der Staatsminister, und an jedem Tag befahl er sieben Mönchen, das Nirvana und das Hannya sieben Tage lang zu lesen.“
Am 13. November wurde der Komet wieder in China gesehen, er war etwa 35° lang, und auch Ennin berichtete weiter: „Von Sonnenuntergang bis zur Dämmerung verließ ich meinen Raum, um nach dem Kometen zu schauen. Er stand in der südöstlichen Ecke [des Himmels], sein Schweif zeigte nach Westen und leuchtete sehr deutlich. Aus einer großen Entfernung gesehen, könnte die Länge des Schweifs zu über hundert Fuß Länge geschätzt werden. Die Leute sagten alle, dass es zweifellos ein leuchtendes Schwert war.“
Möglicherweise wurde der Komet zum letzten Mal am 21. November gesehen. Das Xīn Táng Shū berichtet, das ein „Besenstern“ im Osten erschien und „sich von Ost nach West über den Himmel erstreckte“. Dies berichtet auch das Jiù Táng Shū. Zu dieser Zeit könnte der Kopf des Kometen bereits sehr nahe der Sonne gestanden haben, so dass nur der Schweif in der Dämmerung über dem Horizont zu sehen war. Das Xīn Táng Shū erwähnt noch einmal am 28. Dezember, das der Komet „außer Sicht geriet“. Da die anderen Chroniken um diese Zeit herum aber keinerlei Erwähnungen machen, ist dies wahrscheinlich so zu verstehen, dass der Komet bereits wesentlich früher verschwunden war und eine Suche nach ihm am genannten Tag erfolglos blieb.
Die weiteren Aussagen verschiedener Quellen zu Kometenerscheinungen in den Jahren 838 und 839 sind hinsichtlich ihrer Zeit- und Ortsangaben unklar, dass sie nicht mit Sicherheit auf den Kometen X/838 V1 bezogen werden können. So verzeichnet die belgische Chronica des Sigebert von Gembloux aus dem Anfang des 12. Jahrhunderts für das Jahr 838, dass „ein Komet im Sternbild Waage erschien“. Dies könnte aber auch eine fehlerhafte Datierung der Wiederkehr des Halleyschen Kometen von 837 sein.
Der deutsche Text Vita Hludovici Imperatoris aus dem 9. Jahrhundert berichtet, dass nicht lange nach Sonnenuntergang am 1. Januar 839 „ein schrecklicher Komet im Sternzeichen des Skorpions erschien“. Pingré bezieht diesen Bericht auf einen Kometen des Jahres 839. Er bezweifelt die Angaben, indem er einen Fehler in der Angabe des Sternbilds vermutet, da mehrere andere Quellen auf das Sternbild Widder verweisen, wie die Chronica, die für das Jahr 839 berichtet, dass „ein Komet im Sternbild Widder erschien“.
Es gibt verschiedene Meinungen darüber, ob der große Komet X/839 B1, von dem dann Anfang des folgenden Jahres in verschiedenen Chroniken berichtet wird, mit dem Kometen X/838 V1 identisch ist. Dies wird von Kronk angezweifelt, da der zeitliche Abstand zwischen den Beobachtungen zu groß wäre, als dass es sich um denselben Kometen gehandelt haben könnte. Auch Hasegawa berechnete ungefähre Bahnelemente für den Kometen X/839 B1, für die er nur die Beobachtungen von Anfang Februar und Mitte März 839 berücksichtigte.

## Umlaufbahn
Für diesen Kometen konnten aufgrund der unsicheren Ausgangsdaten bisher keine Bahnelemente bestimmt werden. Hasegawa und Nakano verzeichnen ihn als einen „unsicheren Kandidaten“ für die Kreutz-Gruppe der sonnenstreifenden  Kometen.